# EXperience112
eXperience112 (The Experiment в Северной Америке, Австралии и Новой Зеландии) — компьютерная игра в жанре квест, разработанная французской компанией Lexis Numérique и выпущенная на платформе Microsoft Windows. Особенностью игры является отсутствие прямого контроля за игровым персонажем. Игрок может направлять персонажа, используя систему камер и удалённо управляемого оборудования.

## Сюжет
Сюжет разворачивается на заброшенном корабле, прибившемся к острову посреди океана. Игрок выполняет роль анонимного лица, получившего доступ к системе безопасности корабля.
Игрок должен направлять действия единственного выжившего члена экипажа корабля, доктора Леа Николс. В начале игры пользователь наблюдает за её пробуждением в своей комнате через камеру наблюдения. Она представляется игроку, но сперва не доверяет ему ценной информации. Но поскольку игрок — единственный оставшийся в живых человек, кроме неё, она должна положиться на него для выживания. В ходе исследования корабля игрок и Николс находят останки её бывших коллег и воспоминания о проекте под кодовым номером «112».

## Игровой процесс
Для направления основного игрового персонажа — Леа Николс, игрок использует сложную систему безопасности. Игрок может подавать знаки, включая и выключая свет, открывая двери, вводя коды, контролируя вспомогательных роботов и изучая хранящиеся в системе файлы и сообщения. Не вся доступная информация полезна. Некоторые камеры заслонены предметами или вышли из строя. Игра учитывает реальное время, прошедшее между запусками игры, и Леа отмечает, сколько дней заставил её «ждать» игрок.

## Восприятие
| Сводный рейтинг       | Сводный рейтинг |
| Агрегатор             | Оценка          |
| --------------------- | --------------- |
| GameRankings          | 69,47 %         |
| Metacritic            | 68/100          |
| MobyRank              | 72/100          |
| Иноязычные издания    |                 |
| Издание               | Оценка          |
| GameSpot              | 7,5/10          |
| GamesRadar+           | 7/10            |
| GameZone              | 7/10            |
| IGN                   | 6,8/10          |
| PC Gamer (UK)         | 70/100          |
| PC Gamer (US)         | 65/100          |
| Hyper                 | 80/100          |
| Русскоязычные издания |                 |
| Издание               | Оценка          |
| «PC Игры»             | 8/10            |
| «Игромания»           | 8/10            |
| «ЛКИ»                 | 85 %            |
| «Страна игр»          | 7/10            |

Игра получила в целом положительные оценки. Сайт GamingShogun назвал игру «очень вознаграждающим и сложным приключением, в котором смешались вуайеризм, нестандартное мышление и атмосфера, которые вполне способны испугать игрока в тёмной комнате». В обзоре GameSpot говорится, что игра «компенсирует клишированное начало оригинальным игровым процессом». В журнале Hyper отмечается, что постмодернистский стиль вуайеристского игрового процесса создаёт весьма странное впечатление, которое является важным фактором успеха игры.